# 소송대리인
소송대리인(訴訟代理人)이란 소송에서 당사자를 대리하는 사람을 말한다.
소송대리는 변호사가 아니면 할 수 없다. 다만, 단독판사가 심리하는 사건 중 소송목적의 가액이 1억 원 이하인 사건에서는, 당사자의 배우자 또는 4촌 이내의 친족, 당사자와 고용, 그 밖에 이에 준하는 계약관계를 맺고 있는 사람은 법원의 허가를 받아 소송대리인이 될 수 있다(민사소송법 제87조 내지 제88조, 민사소송규칙 제15조).

## 참고 문헌
- 대한민국 대법원 사이트 전자민원센터의 민사소송 1심 절차 안내서.